# 科内利乌斯·卡迪尤
科内利乌斯·卡迪尤（英語：Cornelius Cardew，1936年5月7日—1981年12月13日），英国先锋派作曲家。生于格洛斯特郡溫什科姆，早年通过参加教堂唱诗班接触音乐，1953年至1957年就读于英国皇家音乐学院，1958年至1960年成为施托克豪森的助手，这一时期他的创作上受到施托克豪森和布列兹的影响。后来则受凯奇等人影响进行各类偶然音乐实验。60年代曾在意大利师从佩特拉西。1969年在英国与其他人一同成立“拼凑乐团（Scratch Orchestra）”。
卡迪尤在60年代后成为共产主义者，受毛泽东思想影响。70年代起经常参加激进左翼运动，是不列颠革命共产党（马列）的党员。他的音乐理念也因此产生转变，转向平民主义风格，他于1974年写作《施托克豪森为帝国主义服务》一书，对自己参与西方先锋派音乐圈子的经历进行批判。1981年，他在伦敦的一场交通事故中遇难。
卡迪尤的代表作包括以图表式乐谱表现的《专论》、表现孔子学说的《大学》、根据中国歌曲《东方红》改编的小提琴与钢琴《东方红》，钢琴曲《台尔曼变奏曲》《越南奏鸣曲》《三只冬土豆》等。